# Dirk Blockeel
Dirk Blockeel (Roeselare, 29 juni 1955) is een Belgische publicist, muziekpedagoog, componist en klavierspeler.

## Levensloop
De eerste muzikale stappen werden gezet aan de muziekacademie van Roeselare in de klas van dwarsfluit (Michel Pollet) en later van orgel (Chris Dubois). Na de menswetenschappelijke humaniora behaalde hij aan de Torhoutse Normaalschool het regentaatsdiploma (Nederlands, Engels, Duits). Het contact met priester-dichter Roger Verkarre was in die jaren en ook later nog van groot belang. Twee studiejaren aan het Leuvense Lemmensinstituut werden gevolgd door die aan het Gentse conservatorium waar de eerste prijzen notenleer (1979), orgel (1980), praktische en geschreven harmonie (1980, 1982), muziekgeschiedenis (1982), contrapunt (1983), fuga (1984) en klavecimbel (1985) werden behaald. Hij vervolmaakte zich nog op vlak van compositie (Roland Coryn) en orgel (Stanislas Deriemaeker). Sinds 1981 is hij leraar orgel, klavecimbel, samenspel en begeleidingspraktijk aan verschillende muziekacademies, o.a. in Roeselare (1981-1992), Poperinge (1986-1998), Izegem (1984-) en Harelbeke (1990-) waar hij al enkele jaren ook begeleider is. In de periode 1983-1994 was hij als lesgever analyse verbonden aan het Gentse conservatorium. Het oeuvre van J.S. Bach en in het bijzonder diens cantaten mogen rekenen op zijn bijzondere belangstelling. In 1992 werd hij aangesteld als organist-titularis van de Kortrijkse Sint-Maartenskerk waar hij de uitvoering van Bachcantaten en een jaarlijkse orgelcyclus organiseert. Als componist heeft hij een 150-tal werken geschreven. Zijn grote affiniteit met het verleden, de kerkmuziek en het spirituele maken dat hij niet echt een band heeft met de verschillende stromingen in de hedendaagse 21ste-eeuwse klassieke muziek. Als schrijver voorzag hij vroeger Kreatief en Kunst & Cultuur van bijdragen. Onder het pseudoniem van Jacob Baert verschijnen zijn kritische en beschouwende teksten trouw in het driemaandelijkse artistiek tijdschrift Ambrozijn. In 2010 zag zijn dichtbundel Blauw verklaarde lichtmuziek in Roeselare het licht.

## Composities

### Werken voor orkest
- 1997 Sint-Maartenscantate, voor strijkkwartet, blaaskwintet, trompet, piano, koor, bas, tenor en sopranen

### Werken voor koor
- 1996 Ognissanto illuminato voor sopraan, viool, cello en orgel
- 1997 Terug naar de bron, vier geestelijke liederen voor sopraan, viool en orgel
- 1999 Three silky songs voor sopraan en hobo
- 2006 Vleugels vlam tegen kilte cyclus voor mezzosopraan, viool en piano op zeven gedichten van Roger Verkarre
- 2009 Vragenderwijs gedicht van Van der Graft voor hobopaar, cello, sopraan en klavecimbel
- 2011 Egidius voor tenor, piano en dwarsfluit ad libitum

### Kamermuziek
- 1992 Sonata per violino e organo
- 1993 Aan snaren opgehangen kruisweg voor strijkkwartet
- 1994 Ein Ring für Rainer Maria Rilke voor hobo, cello en slagwerk
- 1996 Sonata per violino e pianoforte
- 1998 Subida al monte Carmelo (piezas nocturnas para dos violines) voor twee violen
- 1999 Cinque disegni voor sopraan, viool, trompet, fagot en piano
- 2000 Comparsa, canto e corale voor koperkwintet en orgel
- 2002 Sonata per violoncello e organo
- 2003 Veertien bagatellen voor viool en piano
- 2004 Zestig maal zestig eenminuutstukjes voor viool en piano
- 2006 Sonate in a voor klavier en cello (gamba)
- 2007 Achtsaitiges Stundenbuch, Hesseblätter dür zwei Violoncelli
- 2010 Trittico per tromba e pianoforte
- 2011 Stabat mater dolorosa, een meditatie voor viool of (alt)dwarsfluit en orgel
- 2012 Elegie i.m. M.L. voor hobo en piano

### Werken voor cello
- 2007 Achtsaitiges Stundenbuch, Hesseblätter dür zwei Violoncelli
- 2009 Suite in F

### Werken voor orgel
- 1989 Tao
- 1998 Vier oprecht gemene stukken
- 2000 Gebrandschilderd bontpunt Bach
- 2009 Orgelsonate in omaggio a Joseph Haydn

### Werken voor piano
- 1994 Stilstill stille Nacht, für Klavier
- 2004 Een tientje voor Louis, een suite van tien pianostukjes

### Werken voor hobo
- 2004 Es ist ein Schnitter, thema met 3 variaties

### Werken voor viool
- 2009 Sarabande en variaties op een Händelthema